# Meloisey
Meloisey är en kommun i departementet Côte-d'Or i regionen Bourgogne-Franche-Comté i östra Frankrike. Kommunen ligger i kantonen Beaune-Nord som tillhör arrondissementet Beaune. År 2022 hade Meloisey 321 invånare.

## Befolkningsutveckling
Antalet invånare i kommunen Meloisey
Referens:INSEE